# Ponana sena
Ponana sena är en insektsart som beskrevs av Delong och Martinson 1973. Ponana sena ingår i släktet Ponana och familjen dvärgstritar. Inga underarter finns listade i Catalogue of Life.